# Sognefjorden
Sognefjorden er Norges længste, verdens næstlængste og Norges dybeste fjord. Den er 204 km lang fra Skjolden til Solund og 1.308 m på det dybeste. Den ligger i den sydlige del af Sogn og Fjordane fylke og strækker sig fra foden af Jotunheimen i øst til kysten af Vestlandet.

## Samfærdsel
Sognefjorden har fra gammel tid været en vigtig samfærdselsåre. Den har gjort det muligt at fragte landbrugsprodukter, frugt, bær og fisk mellem bygderne i Sogn og Bergen.
Det er i dag fire færgeselskaber, som krydser fjorden:
- Fodnes-Mannheller
- Hella-Vangsnes-Dragsvik
- Lavik-Oppedal
- Ryskjedalsvika-Rutledal-Krakhella

Der er daglige ekspresbådruter fra Sogndal til Bergen og Selje i Nordfjord.

## Fjordarme
Den yderste del af Sognefjorden kaldes Sognesjøen. Mange af fjordarmene har egne navne. Fra vest mod øst er disse:
- Indløb
  - Sognesjøen
    - Straumsfjorden
    - Bjørnefjorden
    - Nessefjorden
- Sognefjorden
  - Lifjorden
  - Bøfjorden
  - Risnefjorden
  - Ikjefjorden
  - Vadheimsfjorden
  - Fuglsetfjorden
  - Høyangsfjorden
  - Lånefjorden
  - Finnafjorden
  - Arnafjorden
    - Indrefjorden
    - Framfjorden

  - Esefjorden
  - Fjærlandsfjorden
    - Vetlefjorden
      - Sværefjorden

  - Norafjorden
    - Sogndalsfjorden
      - Barsnesfjorden

    - Eidsfjorden

  - Aurlandsfjorden
    - Nærøyfjorden

  - Amlabukt
- Lærdalsfjorden
- Årdalsfjorden
- Lustrafjorden
  - Gaupnefjorden

- Wikimedia Commons har flere filer relateret til Sognefjorden